# Beechalapura, Alur
Beechalapura là một làng thuộc tehsil Alur, huyện Hassan, bang Karnataka, Ấn Độ.